# Tiro com arco nos Jogos Olímpicos de Verão de 1976
As competições de tiro com arco nos Jogos Olímpicos de Verão de 1976 foram disputadas entre 27 e 30 de julho no Olympic Archery Field em Joliette. 
As duas provas foram individual masculino e individual feminino, e a competição em cada prova consistiu em uma rodada dupla FITA. Os arqueiros atiraram um total de 288 flechas em 4 distâncias diferentes (90, 70, 50 e 30 metros para homens; 70, 60, 50 e 30 metros para mulheres).

## Eventos
Dois conjuntos de medalhas foram concedidos:
- Individual masculino
- Individual feminino

## Medalhistas
Na disputa masculina, Darrell Pace, dos Estados Unidos, consagrou-se campeão olímpico. O japonês Hiroshi Michinaga e o italiano Giancarlo Ferrari ficaram com as medalhas de prata e bronze respectivamente. Já na prova feminina, a campeã foi a estadunidense Luann Ryon, enquanto Valentina Kovpan e Zebiniso Rustamova, ambas da União Soviética, completaram o pódio com o segundo e terceiro lugar.
| Evento                        | Ouro                            | Prata                                | Bronze                                 |
| ----------------------------- | ------------------------------- | ------------------------------------ | -------------------------------------- |
| Individual masculino detalhes | Darrell Pace USA Estados Unidos | Hiroshi Michinaga JPN Japão          | Giancarlo Ferrari ITA Itália           |
| Individual feminino detalhes  | Luann Ryon USA Estados Unidos   | Valentina Kovpan URS União Soviética | Zebiniso Rustamova URS União Soviética |

## Quadro de medalhas
| Ordem | País                | Medalha de ouro | Medalha de prata | Medalha de bronze |   | Ordem por total |
| ----- | ------------------- | --------------- | ---------------- | ----------------- | - | --------------- |
| 1     | USA Estados Unidos  | 2               |                  |                   | 2 | 1               |
| 2     | URS União Soviética |                 | 1                | 1                 | 2 | 1               |
| 3     | JPN Japão           |                 | 1                |                   | 1 | 2               |
| 4     | ITA Itália          |                 |                  | 1                 | 1 | 2               |
| TOTAL | TOTAL               | 2               | 2                | 2                 | 6 | —               |